# Перл Меки
Перл Меки (енгл. Pearl Mackie; Брикстон, 29. мај 1987) је британска глумица. Мекијева је најпознатија по улози Бил Потс у научно-фантастичној серији Доктор Ху.